# Muthugadahalli, Kunigal
Muthugadahalli là một làng thuộc tehsil Kunigal, huyện Tumkur, bang Karnataka, Ấn Độ.